# 醋溜族
《醋溜族》，是朱德庸的漫画，1989年起在《中国时报》家庭版连载10年。「醋溜族」是指一群年轻且不怕寂寞，在高楼之间追求金钱、爱情与流行的群体。漫画透過諷刺来揭露灰暗面。有人说《醋溜族》是‘泡妞宝典’、‘防狼宝典’，可以给自己打‘预防针’还可以当教科书和看完后当草纸用。單行本有《醋溜族》、《醋溜族2》、《醋溜族3》、《醋溜族city》，均由時報文化出版。朱德庸自己则说，男人虽然结婚前不是好东西，但结婚后就会变成有用的东西。2009年5月1日，《醋溜族》全彩修订典藏本在浙江省新华书店杭州庆春门市店举行首发暨签售仪式。2005，改编自《醋溜族》的同名电视剧播出。